# Dutuitosaurus ouazzoui
Il dutuitosauro (Dutuitosaurus ouazzoui) è un anfibio estinto, appartenente ai temnospondili. Visse nel Triassico superiore (Carnico, circa 227 - 225 milioni di anni fa) e i suoi resti fossili sono stati ritrovati in Marocco.

## Descrizione
Questo animale è molto ben conosciuto, grazie al ritrovamento di oltre 75 individui in un solo giacimento, di cui almeno 15 completi. Il cranio era molto grande, appiattito e fortemente ornamentato da rilievi ossei e solchi. Come in molti animali simili (ad esempio Metoposaurus) le orbite si trovavano nella parte anteriore del cranio, anche se non in posizione così avanzata come avveniva in Metoposaurus o in Anaschisma. Il corpo di Dutuitosaurus era ampio e appiattito, e gli arti erano brevi. La coda era lunga e appiattita lateralmente. Gli esemplari adulti di Dutuitosaurus potevano raggiungere i 3 metri di lunghezza.

## Classificazione
Questo animale venne descritto per la prima volta nel 1976, sulla base di numerosi fossili ritrovati nel bacino di Argana nel Marocco occidentale, risalenti all'inizio del Triassico superiore. Inizialmente i fossili vennero attribuiti a una nuova specie del ben noto genere Metoposaurus (M. ouazzoui) e solo nel 1993 una revisione degli esemplari attribuiti a Metoposaurus portò all'istituzione di un nuovo genere per gli esemplari del Marocco, ovvero Dutuitosaurus.
Dutuitosaurus ouazzoui, negli studi più recenti, è indicato come un membro basale della famiglia dei metoposauridi, un gruppo di temnospondili di grandi dimensioni e di abitudini strettamente acquatiche. Tra le caratteristiche basali, si ricordano i lunghi intercentri delle vertebre (gli altri metoposauri solitamente li hanno brevi). Nello stesso bacino di Argana, ma in terreni leggermente più recenti, è nota un'altra forma di metoposauro più derivata, Arganasaurus, che con tutta probabilità condivide un antenato comune con Dutuitosaurus.

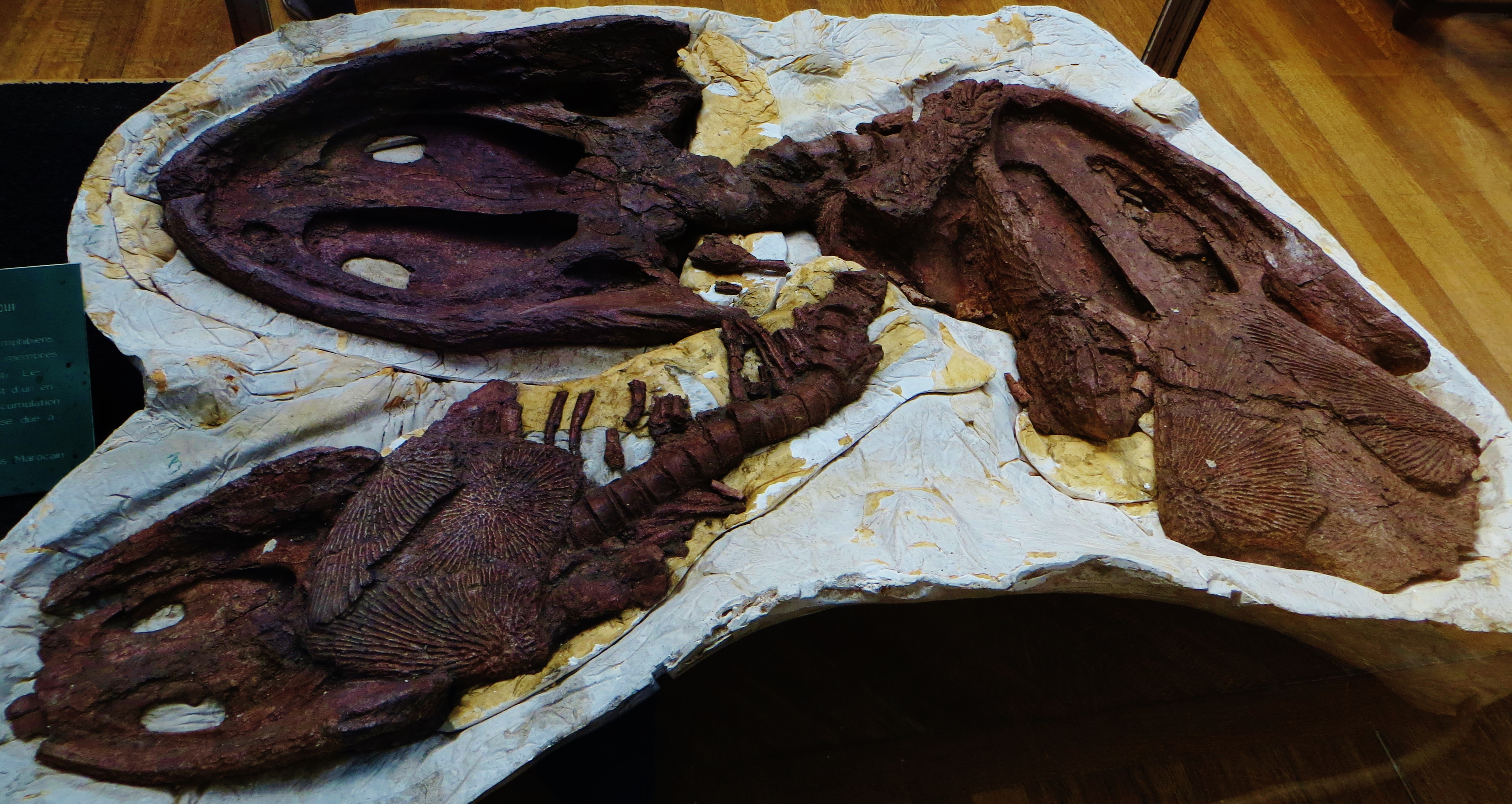
Alcuni esemplari di Dutuitosaurus ouazzoui fossilizzatisi insieme

## Paleobiologia e paleoecologia
I numerosissimi fossili di Dutuitosaurus provenienti dal bacino di Argana comprendono vari stadi di crescita di questo animale: si è notato che, nel corso dello sviluppo, la parte posteriore del cranio di Dutuitosaurus tendeva a crescere più velocemente in lunghezza rispetto alla parte anteriore: in sostanza, i giovani possedevano un muso più allungato rispetto agli adulti. Questo tipo di crescita cranica è nettamente all'opposto di quella che avveniva nei capitosauridi, un altro gruppo di temnospondili. 
L'accumulo di molti esemplari di Dutuitosaurus nello stesso luogo suggerisce che questi animali siano stati vittime di un improvviso prosciugamento di un fiume o di un lago. 
La lunga coda appiattita e forte di Dutuitosaurus implica che questo animale doveva essere un predatore più attivo rispetto agli altri metoposauri, che probabilmente praticavano una caccia d'agguato attendendo le prede sul fondo dei fiumi e dei laghi.